# Droite de budget
Une droite de budget ou ligne d'isocoût, est l'ensemble des combinaisons de biens pour lesquelles le montant total dépensé est égal au revenu.

## Enjeux
Les contraintes budgétaires limitent le volume de consommation du consommateur. Le consommateur arbitre ses dépenses en fonction du budget alloué. La droite de budget permet de représenter le volume de consommation possible en microéconomie.

## Démarche de construction
L'équation de la droite budgétaire se calcule selon l'égalité emplois-ressources : soit les biens {\displaystyle x} et {\displaystyle y}, {\displaystyle p(x)} et {\displaystyle p(y)} les prix respectifs de ces biens, on obtient : {\displaystyle x.p(x)+y.p(y)=R}, avec {\displaystyle R} étant le revenu du consommateur.
Nous avons alors : {\displaystyle y=-(p(x)/p(y)).x+R/p(y)}, avec {\displaystyle -p(x)/p(y)} la pente de la droite, et {\displaystyle R/p(y)} l'ordonnée à l'origine.
L'ordonnée à l'origine mesure le maximum du bien y que nous pouvons acheter si l'ensemble du budget est consacré à l'achat de {\displaystyle y}. La consommation de {\displaystyle x} est alors nulle.